# ساماتزای
ساماتزای (به ایتالیایی: Samatzai) یک کومونه در ایتالیا است که در استان کالیاری واقع شده‌است. ساماتزای ۳۱٫۱۲ کیلومتر مربع مساحت و ۱٬۷۴۶ نفر جمعیت دارد و ۱۷۴ متر بالاتر از سطح دریا واقع شده‌است.